# Districtul Mačva
Districtul Mačva (în sârbă Мачвански округ (Mačvanski okrug) este o unitate administrativ-teritorială de gradul I a Serbiei. Reședința sa este orașul Šabac. Cuprinde 8 comune care la rândul lor sunt alcătuite din localități (orașe și sate).

## Comune
- Bogatić
- Šabac
- Loznica
- Vladimirci
- Koceljeva
- Mali Zvornik
- Krupanj
- Ljubovija